# إسماعيل براهمة
إسماعيل براهمة (بالفرنسية: Ismaël Ba)‏ (12 مايو 1974 بالسنغال - ) هو لاعب كرة قدم سنغالي في مركز الوسط. شارك مع منتخب السنغال لكرة القدم. أما مع النوادي، فقد لعب مع أريس تسالونيكي وسكودا زانثي ونادي أومونيا ونادي أيك لارنكا وAEP Paphos FC ‏ وAtromitos Yeroskipou ‏.

## وصلات خارجية
- إسماعيل براهمة على موقع ناشيونال فوتبول تيمز (الإنجليزية)